# Yamaha Motors Football Club 1990-1991
Questa voce raccoglie le informazioni riguardanti lo Yamaha Motors nelle competizioni ufficiali della stagione 1990-1991.

## Maglie e sponsor
Le magliette, prodotte dalla Puma, recano sulla parte anteriore il logo della Yamaha
| Manica sinistra · Manica sinistra · Maglietta · Maglietta · Manica destra · Manica destra · Pantaloncini · Calzettoni | Manica sinistra · Manica sinistra · Maglietta · Maglietta · Manica destra · Manica destra · Pantaloncini · Calzettoni |  |

## Organigramma societario
Area tecnica
- Direttore tecnico: Ryūichi Sugiyama
- Allenatore: Kikuo Konagaya
- Vice allenatore: Masao Ishikawa, Masakazu Suzuki, Kazuaki Nagasawa, Masakuni Yamamoto
- Collaboratore tecnico: Teruo Hajisawa

## Rosa
| N. |                     | Ruolo | Calciatore                     |
| -- | ------------------- | ----- | ------------------------------ |
| 1  | Giappone (bandiera) | P     | Shinichi Morishita             |
| 2  | Giappone (bandiera) | D     | Tomoyuki Ishii                 |
| 3  | Giappone (bandiera) | D     | Michihisa Date                 |
| 4  | Giappone (bandiera) | D     | Masanori Higashikawa           |
| 5  | Giappone (bandiera) | C     | Kazuya Arita                   |
| 6  | Giappone (bandiera) | C     | Toshihiko Sawa                 |
| 7  | Giappone (bandiera) | D     | Masaaki Yanagishita (capitano) |
| 8  | Giappone (bandiera) | C     | Masao Sugimoto                 |
| 9  | Giappone (bandiera) | A     | Masashi Nakayama               |
| 10 | Brasile (bandiera)  | C     | João Paulo                     |
| 11 | Giappone (bandiera) | C     | Ademir Santos                  |
| 12 | Giappone (bandiera) | C     | Mamoru Kishimoto               |
| 13 | Giappone (bandiera) | D     | Taiji Yoto                     |

| N. |                     | Ruolo | Calciatore          |
| -- | ------------------- | ----- | ------------------- |
| 14 | Giappone (bandiera) | C     | Katsumi Ōenoki      |
| 15 | Giappone (bandiera) | C     | Mitsunori Yoshida   |
| 17 | Giappone (bandiera) | C     | Atsushi Uchiyama    |
| 18 | Giappone (bandiera) | C     | Michihiro Oishi     |
| 19 | Brasile (bandiera)  | D     | Alberto             |
| 20 | Giappone (bandiera) | D     | Yasuyuki Iwasaki    |
| 21 | Giappone (bandiera) | P     | Yūshi Ozaki         |
| 22 | Giappone (bandiera) | C     | Kenji Komata        |
| 23 | Giappone (bandiera) | D     | Toshihiro Yoshimura |
| 24 | Giappone (bandiera) | A     | Takashi Tadao       |
| 25 | Giappone (bandiera) | A     | Fumiaki Aoshima     |
| 26 | Giappone (bandiera) | D     | Yuji Abe            |

## Risultati

### JSL Division 1

#### Girone di andata
| Hiratsuka 28 ottobre 1990 1ª giornata | Furukawa Electric | 1 – 1 | Yamaha Motors |  |

| Kobe 4 novembre 1990 2ª giornata | Yanmar Diesel | 2 – 4 | Yamaha Motors |  |

| Iwata 11 novembre 1990 3ª giornata | Yamaha Motors | 1 – 1 | Toyota Motors |  |

| Iwata 18 novembre 1990 4ª giornata | Yamaha Motors | 0 – 1 | Toshiba |  |

| Tokyo 25 novembre 1990 5ª giornata | Mitsubishi Motors | 0 – 0 | Yamaha Motors |  |

| Iwata 12 dicembre 1990 6ª giornata | Yamaha Motors | 3 – 0 | ANA |  |

| Toyohashi 20 gennaio 1991 7ª giornata | Honda Motor | 0 – 1 | Yamaha Motors |  |

| Iwata 27 gennaio 1991 8ª giornata | Yamaha Motors | 0 – 0 | Nissan Motors |  |

| Iwata 3 febbraio 1991 9ª giornata | Yamaha Motors | 1 – 2 | Yomiuri |  |

| Kobe 10 febbraio 1991 10ª giornata | Matsushita Electric | 0 – 1 | Yamaha Motors |  |

| Iwata 17 febbraio 1991 11ª giornata | Yamaha Motors | 2 – 0 | NKK |  |

#### Girone di ritorno
| Iwata 24 febbraio 1991 12ª giornata | Yamaha Motors | 2 – 0 | Furukawa Electric |  |

| Fuji 2 marzo 1991 13ª giornata | Toyota Motors | 2 – 0 | Yamaha Motors |  |

| Tokyo 10 marzo 1991 14ª giornata | Yomiuri | 2 – 0 | Yamaha Motors |  |

| Iwata 17 marzo 1991 15ª giornata | Yamaha Motors | 0 – 1 | Yanmar Diesel |  |

| Kawasaki 24 marzo 1991 16ª giornata | Toshiba | 1 – 0 | Yamaha Motors |  |

| Iwata 31 marzo 1991 17ª giornata | Yamaha Motors | 1 – 1 | Mitsubishi Motors |  |

| Ehime 7 aprile 1991 18ª giornata | ANA | 2 – 2 | Yamaha Motors |  |

| Iwata 14 aprile 1991 19ª giornata | Yamaha Motors | 2 – 0 | Honda Motor |  |

| Yamagata 21 aprile 1991 20ª giornata | Nissan Motors | 2 – 0 | Yamaha Motors |  |

| Iwata 28 aprile 1991 21ª giornata | Yamaha Motors | 0 – 2 | Matsushita Electric |  |

| Kawasaki 5 maggio 1991 22ª giornata | NKK | 1 – 1 | Yamaha Motors |  |

### JSL Cup
| Isesaki 25 agosto 1990 Primo turno | Toshiba | 0 – 1 | Yamaha Motors |  |

| Isesaki 26 agosto 1990 Secondo turno         | Furukawa Electric    | 1 – 1 | Yamaha Motors |  |
| \| \| \| \| \| \| Tiri di rigore 5 – 4 \| \| |                      |       |               |  |
|                                              |                      |       |               |  |
|                                              | Tiri di rigore 5 – 4 |       |               |  |

### Coppa dell'Imperatore
| Toyota 15 dicembre 1990 | Yamaha Motors | 2 – 0 | Tsukuba Daigaku |  |

| Toyota 16 dicembre 1990 | Yamaha Motors | 2 – 0 | Fujita |  |

| Kasuga 23 dicembre 1990 | Furukawa Electric | 1 – 0 | Yamaha Motors |  |

### Konica Cup
| Tokyo 14 novembre 1990 Semifinale | Yamaha Motors | 2 – 1 | Toshiba |  |

| Shizuoka 23 novembre 1990 Finale | Yomiuri | 2 – 1 | Yamaha Motors |  |

## Statistiche

### Statistiche di squadra
| Competizione          | Punti | Totale | Totale | Totale | Totale | Totale | Totale | DR |
| Competizione          | Punti | G      | V      | N      | P      | Gf     | Gs     | DR |
| --------------------- | ----- | ------ | ------ | ------ | ------ | ------ | ------ | -- |
| JSL Division 1        | 25    | 22     | 6      | 7      | 9      | 21     | 22     | -1 |
| JSL Cup               | -     | 2      | 0      | 2      | 1      | 1      | 2      | -1 |
| Coppa dell'Imperatore | -     | 2      | 1      | 0      | 1      | 1      | 2      | -1 |
| Konica Cup            | -     | 8      | 6      | 0      | 2      | 14     | 7      | +7 |
| Totale                | -     | 34     | 13     | 9      | 13     | 37     | 33     | +4 |

### Statistiche dei giocatori
| Giocatore      | JSL      | JSL  | JSL         | JSL        | JSL Cup  | JSL Cup | JSL Cup     | JSL Cup    | Coppa dell'Imperatore | Coppa dell'Imperatore | Coppa dell'Imperatore | Coppa dell'Imperatore | Totale   | Totale | Totale      | Totale     |
| Giocatore      | Presenze | Reti | Ammonizioni | Espulsioni | Presenze | Reti    | Ammonizioni | Espulsioni | Presenze              | Reti                  | Ammonizioni           | Espulsioni            | Presenze | Reti   | Ammonizioni | Espulsioni |
| -------------- | -------- | ---- | ----------- | ---------- | -------- | ------- | ----------- | ---------- | --------------------- | --------------------- | --------------------- | --------------------- | -------- | ------ | ----------- | ---------- |
| André          | 15       | 3    | 0           | 0          | 5        | 4       | 0           | 0          | ?                     | ?                     | ?                     | ?                     | 20+      | 7+     | 0+          | 0+         |
| F. Aoshima     | 12       | 2    | 0           | 0          | 0        | 0       | 0           | 0          | ?                     | ?                     | ?                     | ?                     | 12+      | 2+     | 0+          | 0+         |
| K. Arita       | 14       | 0    | 0           | 0          | 2        | 1       | 0           | 0          | ?                     | ?                     | ?                     | ?                     | 16+      | 1+     | 0+          | 0+         |
| M. Date        | 11       | 1    | 0           | 0          | 0        | 0       | 0           | 0          | ?                     | ?                     | ?                     | ?                     | 11+      | 1+     | 0+          | 0+         |
| M. Higashikawa | 8        | 0    | 0           | 0          | 0        | 0       | 0           | 0          | ?                     | ?                     | ?                     | ?                     | 8+       | 0+     | 0+          | 0+         |
| T. Ishii       | 19       | 1    | 0           | 0          | 2        | 0       | 0           | 0          | ?                     | ?                     | ?                     | ?                     | 21+      | 1+     | 0+          | 0+         |
| K. Komata      | 9        | 0    | 0           | 0          | 2        | 0       | 0           | 0          | ?                     | ?                     | ?                     | ?                     | 11+      | 0+     | 0+          | 0+         |
| S. Morishita   | 21       | 0    | 0           | 0          | 1        | 0       | 0           | 0          | ?                     | ?                     | ?                     | ?                     | 22+      | 0+     | 0+          | 0+         |
| M. Nakayama    | 13       | 4    | 0           | 0          | 2        | 1       | 0           | 0          | ?                     | ?                     | ?                     | ?                     | 15+      | 5+     | 0+          | 0+         |
| K. Oenoki      | 17       | 2    | 0           | 0          | 2        | 0       | 0           | 0          | ?                     | ?                     | ?                     | ?                     | 19+      | 2+     | 0+          | 0+         |
| Y. Ozaki       | 2        | 0    | 0           | 0          | 0        | 0       | 0           | 0          | ?                     | ?                     | ?                     | ?                     | 2+       | 0+     | 0+          | 0+         |
| A. Santos      | 12       | 1    | 0           | 0          | 0        | 0       | 0           | 0          | ?                     | ?                     | ?                     | ?                     | 12+      | 1+     | 0+          | 0+         |
| A. Uchiyama    | 21       | 1    | 0           | 0          | 0        | 0       | 0           | 0          | ?                     | ?                     | ?                     | ?                     | 21+      | 1+     | 0+          | 0+         |
| M. Yanagishita | 2        | 0    | 0           | 0          | 0        | 0       | 0           | 0          | ?                     | ?                     | ?                     | ?                     | 2+       | 0+     | 0+          | 0+         |
| M. Yoshida     | 12       | 0    | 0           | 0          | 0        | 0       | 0           | 0          | ?                     | ?                     | ?                     | ?                     | 12+      | 0+     | 0+          | 0+         |